# Paraphasca taenifera
Paraphasca taenifera är en tvåvingeart som beskrevs av Hardy 1986. Paraphasca taenifera ingår i släktet Paraphasca och familjen borrflugor. Inga underarter finns listade i Catalogue of Life.